# 刘淑怡 (作家)
刘淑怡（1993年—），马来西亚儿童文学作家。

## 生平
出生于马来西亚雪兰莪巴生，毕业于新纪元学院戏剧与影像系后，至拉曼大学进修心理学。2016年以长篇小说《奥乔亚新星》获得第7届红蜻蜓少年小说奖银奖。

## 作品
- 2017年5月，《奥乔亚新星》ISBN 978-967-2088-04-2，红蜻蜓出版社出版
- 2017年5月，《嘿皮之家》ISBN 978-967-4138-27-1，七彩书屋出版
- 2018年2月，《森林之歌01：16岁，我们的成年礼》ISBN 978-967-2088-18-9，红蜻蜓出版社出版
- 2019年11月，《森林之歌02：勇气之旅，还在继续！》ISBN 978-967-2088-74-5，红蜻蜓出版社出版
- 2022年5月，《日出之路01：消失的入侵者》ISBN 978-967-2466-75-8，红蜻蜓出版社出版

## 外部连结
- 刘淑怡的Facebook專頁

1. ↑  .   [2023-01-25]. （原始内容存档于2023-01-25）.